# Seleniolycus laevifasciatus
Seleniolycus laevifasciatus är en fiskart som först beskrevs av Torno, Tomo och Marschoff, 1977.  Seleniolycus laevifasciatus ingår i släktet Seleniolycus och familjen tånglakefiskar. Inga underarter finns listade i Catalogue of Life.